# Parallelia smithii
Parallelia smithii är en fjärilsart som beskrevs av Achille Guenée 1852. Parallelia smithii ingår i släktet Parallelia och familjen nattflyn. Inga underarter finns listade i Catalogue of Life.